# Home Rule (Irlanda)

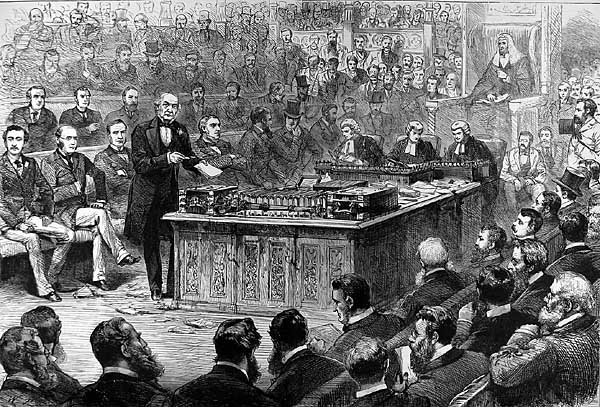
Debate de Gladstone sobre el gobierno autónomo irlandés el 8 de abril de 1886

La Home Rule de Irlanda fue el estatuto que dotaba a Irlanda de cierta autonomía, dentro del Reino Unido de Gran Bretaña e Irlanda
Desde finales del siglo XIX, los líderes del Partido Parlamentario Irlandés demandaron una mayor autonomía para Irlanda, con, entre otras medidas, la creación de un parlamento irlandés dentro del Reino Unido. El PPI hizo pasar 4 proyectos de Home Rule por el Parlamento del Reino Unido:
- 1886: No superó la Cámara de los Comunes.
- 1893: Tras ser aprobado por la Cámara de los Comunes, fue rechazada por la Cámara de los Lores
- 1912: Aprobado por el Parlamento, pero que no entró en vigor por el estallido de la Primera Guerra Mundial (1914-1918) y el Levantamiento de Pascua (1916)
- 1920: La única Home Rule en entrar en vigor, bajo el nombre de Estatuto de Gobierno de Irlanda (Government of Ireland Act)

Desde la tercera Home Rule (1912), los unionistas se posicionaron en contra de este, firmando sus opositores, con Edward Carson a la cabeza, el Pacto del Úlster. El siguiente estatuto confirmaría la división de la Isla de Irlanda.